# Konungr

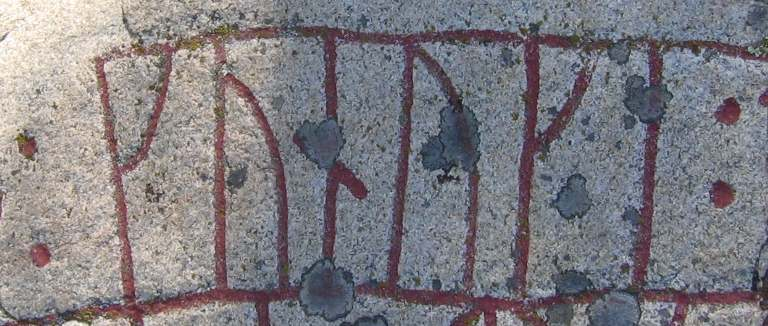
Älteste Runeninschrift konungi

Konungr (vgl. altgermanisch *kuningaz, altenglisch cyning, schwedisch konung, russisch Ко́нунг) war die Bezeichnung für den ranghöchsten Herrscher eines Gebietes in frühen altnordischen Sagas und Inschriften. Die lateinische Entsprechung in den Quellen ist rex, was aber nur bedingt als König wiederzugeben ist und auch einen lokalen Herrscher (Kleinkönig) bezeichnen kann.
Herrscher in der Wikingerzeit außerhalb Skandinaviens wurden in Sagas teilweise auch als konungr bezeichnet, z. B. Fürsten der Kiewer Rus.

## Etymologie
Die Etymologie ist unklar. Konr bedeutet im altnordischen Geschlecht, Herkunft. Das Suffix ingr/ungr die Zugehörigkeit zum Stammwort.
In anderen Sprachen entwickelten sich ähnlichlautende Bezeichnungen:
- finnisch, estnisch kuningas
- litauisch kunigas, kunigaikštis
- lettisch kungs Herr, ķēniņš König
- samisch konagas, gonagas
- altrussisch князь knjas/knes
- westslawisch knes
- südslawisch knez
- tatarisch kenäz

## Bedeutung
Der konungr (neuenglish germanic kingship) war der ranghöchste regionale Führer. Er wurde in der frühen Zeit aus der Gruppe der jarlar bestimmt. Später wurde der Titel vererbt, manchmal herrschten zwei Nachkommen gleichzeitig.
Zu seinen Aufgaben zählte der Vorsitz im Thing (juristisch), die Leitung von Opferzeremonien (sakral) und die Führung des Heeres (militärisch).
Seit der Christianisierung Skandinaviens entwickelte sich die Rolle des hochmittelalterlichen Königs.